# Abbaye de Klarenthal
L'abbaye de Klarenthal (en allemand : Kloster Klarenthal) est un couvent de l'Ordre des Pauvres Dames en activité entre 1298 et 1559. Il est situé dans le quartier Klarenthal de la commune de Wiesbaden, en Allemagne.

## Histoire d'un monastère actif

### Fondation de l'abbaye, nécropole pour la maison de Nassau
L'abbaye de Klarenthal est fondée en 1298 par le comte Adolphe de Nassau, qui fut élu Roi des Romains le 5 mai 1292. Le monastère a alors servi de tombeau à la maison de Nassau. L'épouse d'Adolphe, la reine Imagine d'Isembourg-Limbourg, et nombre de ses descendants y ont été enterrés. Cela n'a perduré que jusqu'en 1370, quand, après la division du comté de Nassau, les lieux de sépulture préférés sont devenus les églises centrales des villes de résidence de cette branche particulière de la maison de Nassau.
En 1429 cependant, le comte Philippe Ier de Nassau-Weilbourg-Sarrebruck est encore enterré à Klarenthal. Il est le dernier membre régnant de la maison de Nassau à être enterré à cet endroit.

### Couvent rejoint par des femmes nobles
Le monastère appartient à l'Ordre féminin des Pauvres Dames, également connu sous le nom de Clarisses, qui a été fondé par Sainte Claire d'Assise et d'où est dérivé le nom de Klarenthal. De nombreuses femmes nobles des environs rejoignent le couvent, en particulier du Rheingau et de la Hesse rhénane.

### Destruction, reconstruction, apogée, déclin
Lors du siège de Wiesbaden en 1318 par Louis IV, empereur romain germanique, l'abbaye de Klarenthal est pillée et détruite. Elle est reconstruite dans les années suivantes. Cent ans plus tard, sous les abbesses Paze de Lindau (1412 ? – 1422) et la comtesse Agnès de Hanau (1446 ? – 1450), l'abbaye atteint son apogée. Consolidée économiquement, elle a pu s'agrandir et agrémenter l'ensemble de ses bâtiments. Le cloître est remanié et l'église en partie peinte.
La querelle diocésaine de Mayence (1461–1462) a représenté un revers. Bien que le monastère n'ait pas été touché par le conflit, de nombreuses propriétés, qui généraient des revenus, ont été détruites. L'abbaye s'est finalement relevé économiquement.
À la fin du XVe siècle et au début du XVIe siècle, cependant, l'abbaye de Klarenthal a de plus en plus de mal à attirer les jeunes femmes. La noblesse locale, d'où provient la plupart des religieuses, s'est retrouvée à la traîne de la classe moyenne sur le plan économique et ne veut plus payer les frais d'entrée élevés pour l'admission au couvent. La réputation des monastères a également souffert à la fin du Moyen Âge, de sorte que l'entrée dans un tel établissement ne constitue plus le même prestige. L'idée médiévale selon laquelle un membre d'une famille dans un couvent pouvait rendre un service précieux en priant pour un défunt de sa famille s'est estompée.

### Réforme protestante
La Réforme protestante, qui tourne le dos à la vie monastique, sonne le glas dans les régions où elle sévit, légitimant la mainmise des monastères par le seigneur local.
À partir de 1553, le comte Philippe III, comte de Nassau-Weilbourg, commence à prendre des mesures pour dissoudre le monastère. Il s'approprie les documents et les dossiers qui y sont stockés. En ne délivrant plus les autorisations nécessaires, il empêche l'abbaye de recevoir des novices ou de se choisir une nouvelle abbesse. Il adopte une politique permettant à ses membres de décliner par attrition.
En 1559, les cinq religieuses restantes acceptent la proposition du comte de quitter l'abbaye en échange d'une compensation appropriée. Toutefois, cela n'a pas légalement aboli le monastère puisque, pendant l'Intérim d'Augsbourg, le comte avait besoin du consentement du pape. Le monastère fut finalement sécularisé en 1559.

## Réaffectation des bâtiments
Précédemment, les actifs de l'abbaye de Klarenthal sont dirigés par des prêtres et des enseignants payés par le comté pour aider les pauvres.
En 1607, les bâtiments sont transformés en hôpital d'État par le comte Louis II de Nassau-Weilbourg. En 1632 ou 1650, les épitaphes des comtes de Nassau et de leurs proches, inhumés à Klarenthal, sont démontées et installées dans l'église Maurice de Wiesbaden (de), mais y seront plus tard détruites lors du grand incendie de 1850.
Pendant la Guerre de Trente Ans, les bâtiments de l'abbaye de Klarenthal sont lourdement endommagés. L'église perd son toit, décline en ruine et est finalement démolie en 1756. Durant une période de guerre, sous domination catholique, l'abbaye est de nouveau active, cette fois administrée par l'ordre des Jésuites. Mais en 1650, elle est à nouveau désaffectée.
En 1706, elle devint une fabrique de verre. Cette exploitation dure jusqu'en 1723, date à laquelle un incendie endommage gravement l'établissement. À partir de 1724, elle devient une papeterie, qui fonctionne jusqu'en 1840 quand un autre incendie endommage le bâtiment. En 1730, la petite colonie qui s'est formée autour de l'usine, érige une chapelle qui est supervisée par un pasteur de Wiesbaden.

## Les ruines
Des bâtiments du monastère d'origine, il reste peu de choses visibles après les destructions répétées. Les bâtiments actuels utilisent en partie les fondations des bâtiments du monastère et à certains endroits les murs conservent des maçonneries médiévales, dont certaines des arcades du cloître. De plus, la spolia peut être vue à divers endroits. Tout ce qui reste du monastère d'origine est invisible pour tous, sauf pour les archéologues. Sur les champs appartenant autrefois à l'abbaye de Klarenthal, le lotissement de Klarenthal a été construit en 1966, prenant son nom de l'ancien monastère.

## Liste des abbesses
| Abbesse                                               | Période                    | Remarque                                                                                      |
| ----------------------------------------------------- | -------------------------- | --------------------------------------------------------------------------------------------- |
| Comtesse Richardis de Nassau                          | jusqu'à 1311               |                                                                                               |
| Comtesse Adelheid de Nassau                           | 1311 – 1338                |                                                                                               |
| Imagine Ier                                           | 1338? - 1347               |                                                                                               |
| Katherina                                             | 1348 – 1350?               |                                                                                               |
| Jutta Ier de Laurenburg                               | 1350? – 1353?              |                                                                                               |
| Comtesse Agnès de Nassau                              | 1353 – 1356                | Fille de Gerlier Ier de Nassau                                                                |
| Imagine II                                            | 1356? – après 1360         |                                                                                               |
| Comtesse Gele de Nassau                               | dans les années 1360s      |                                                                                               |
| Jutte II de Laurenburg                                | 1360s / 1370s              |                                                                                               |
| Comtesse Marguerite de Nassau                         | 1370s / 1380s              | 16 années au total                                                                            |
| Paze de Hofheim                                       | 1380s – 1390s              | 6 années au total                                                                             |
| Cecilia                                               | 1390s – 1400s (une décade) | du Patriciat de Mayence                                                                       |
| Paze de Lindau                                        | 1412? - 1422               |                                                                                               |
| Comtesse Agnès de Hanau                               | 1422 – 1446                | Sa sœur Adelheid de Hanau était aussi une nonne de Klarenthal                                 |
| Margarethe de Eppstein (de)                           | 1446 – 1450                |                                                                                               |
| Sophie de Bernbach                                    | 1450 – 1453                |                                                                                               |
| Comtesse Berthe de Nassau                             | 1453 – 1457                |                                                                                               |
| Marguerite de Scharfenstein                           | 1457 – 1466                |                                                                                               |
| Comtesse de Wild und Rhein Katharina de Dhaun-Kyrburg | 1466 – 1473                | Fille de Jean IV, comte de Wild und Rhein et la comtesse Elisabeth de Hanau (de) (morte 1446) |
| Comtesse Marguerite de Nassau                         | 1473 – 1486                |                                                                                               |
| Sophie de Hunolstein                                  | 1486 – 1508                |                                                                                               |
| Schenkin Magdalena d'Erbach (de)                      | 1508 – 1512                |                                                                                               |
| Marguerite de Dern                                    | 1512 – 1518                |                                                                                               |
| Comtesse Marie (de) de Hanau-Lichtenberg              | 1518 – 1525                |                                                                                               |
| Anna Brendel                                          | 1525 – 1553                | de Homburg                                                                                    |

## Sépultures célèbres
- Richardis (morte le 28 juillet 1311), une nonne de l'abbaye de Klarenthal et Mayence, fille de Valéran II, comte de Nassau
- Gerlier Ier de Nassau, comte de Nassau
- Agnès de Hesse, son épouse
- Mathilde de Nassau (en)
- Philippe Ier, comte de Nassau-Weilbourg
- Imagine d'Isembourg-Limbourg